# فضل عظیم زلمی مجددی
فضل عظیم زلمی مجددی (زاده ۱۳۳۷ ولسوالی جرم - ولایت بدخشان) یک سیاست‌مدار اهل افغانستان است. او توانست در دوره‌های پانزدهم، شانزدهم و هفدهم مجلس نمایندگان افغانستان به عنوان نماینده مردم ولایت بدخشان به پارلمان افغانستان راه یابد.

## زندگی‌نامه
فضل عظیم زلمی مجددی که با نام زلمی مجددی نیز شناخته شده‌است، زاده ۱۳۳۷ از ولسوالی جرم ولایت بدخشان است. او تحصیلات دانشگاهی خود را در رشته جغرافیا و زمین‌شناسی در دانشگاه کابل به پایان رساند. در زمان جنگِ مجاهدین دربرابر حکومت حزب دموکراتیک خلق؛ وارد جبهه مجاهدین شد و پس از سقوط حکومت محمد نجیب‌الله و طالبان وظیفه محافظت از سران حکومت مجاهدین را بر عهده داشت و توانست به رتبه نظامی دگر جنرالی (سرتیپ سوم) برسد. به پاس فعالیت‌هایش مدال افتخاری غازی محمد اکبر خان را نیز کسب کرده‌است.

## مجلس نمایندگان

### دوره هفدهم
وی توانست با کسب ۵٫۵۸۹ رأی، از ولایت بدخشان، به مجلس نمایندگان راه پیدا کند.

## دیگر فعالیت‌ها
دیگر فعالیت‌ها:
- رئیس و عضو تیم محافظت از سران حکومت و ریاست جمهوری.
- تأسیس ۵ مدرسه در پامیرات (۱۳۸۶).